# 冠山トンネル
冠山トンネル（かんむりやまトンネル）は、広島県廿日市市と山口県岩国市を結ぶ中国自動車道の道路トンネル。

## 概要
冠山の南側を貫くトンネル。開通当初は現在の下り線（北九州方面）にて暫定2車線の対面通行を行っていた。車線数は上下線とも2車線だが、他の中国自動車道にある長距離トンネルと同様に内部は車線変更禁止に指定されている。

## 歴史
- 1983年3月24日：中国自動車道・千代田IC - 鹿野IC間が開通と共に暫定2車線で供用開始。
- 1990年11月15日：上り車線のトンネルが開通し4車線化。

## 隣
E2A 中国自動車道
(28)吉和IC - 吉和SA - 冠山トンネル　- 深谷PA - (29)六日市IC